# Eberhard Hamer
Eberhard Hamer (* 15. August 1932 in Mettmann) ist ein deutscher Ökonom. Sein Schwerpunkt ist die Mittelstandsökonomie.

## Leben
Nach seinen Studien der Volkswirtschaft, Theologie und Rechtswissenschaften promovierte Hamer. Danach arbeitete Hamer mit Zulassung als Rechtsanwalt in einem Unternehmen. Anschließend bekam er einen Ruf an die Fachhochschule Bielefeld, wo er dann bis zu seinem Ruhestand im Jahre 1994 als Professor für Wirtschafts- und Finanzpolitik lehrte. In den 1970er Jahren gründete er das privat geführte Mittelstandsinstitut Niedersachsen in Hannover und veröffentlichte über 20 Bücher zum Thema Mittelstand. Er ist Autor zahlreicher Aufsätze.

## Theorien
Hamer unterscheidet in seiner Mittelstandstheorie zwischen einem Unternehmer – als Inhaber und Unternehmensleiter – und einem Manager, einem angestellten Leiter eines Unternehmens. Als mittelständisch definiert Hamer alle inhabergeführten Unternehmen, unabhängig von ihrer Größe. Er erforscht die Besonderheiten mittelständischer Unternehmen. 
Nach Hamers Privatisierungstheorie soll sich der Staat aus den Bereichen zurückziehen, die die private Wirtschaft besser und günstiger bereitstellen könne, sofern die Aufgabe unter Wettbewerbsbedingungen erfüllt werde. Die Überführung staatlicher Monopole in private Monopole sei zu vermeiden, da beide volkswirtschaftlich gleich schädlich seien.
Den Mittelstand sieht Hamer als Träger einer marktwirtschaftlichen Volkswirtschaft, weil er der einzige Nettogeber sei – gegenüber der staatlich subventionierten Großindustrie und den durch Sozialleistungen subventionierten Bevölkerungsteilen. Sozialleistungen sieht er negativ, weil er erwerbsfähigen Arbeitslosen vorwirft, nicht arbeiten zu wollen und begründet dies bei mmnews.de damit, dass hierdurch ein „Facharbeitermangel“ verursacht worden sei. Bereits 2002 hatte er sich in einem Artikel für Die Welt für einen „Abbau von Förderungen für Arbeitslose und Sozialhilfeempfänger“ ausgesprochen.

## Seminartätigkeit
Im März 2013 berichtete die Frankfurter Allgemeine Zeitung über von Hamer gehaltene Seminare, in denen die Teilnehmer auf den „Zusammenbruch des Geldsystems“ vorbereitet werden sollen. Er vertritt dort die These, dass einige wohlhabende Familien – wie „die Rothschilds“ oder „die Rockefellers“ – die Weltregierung übernommen hätten. Ihr Plan sei es, Staaten durch hohe Schuldenlasten zu unterwerfen. Deutsche Politiker und Medien seien Gefolgsleute eines ominösen Geheimbundes und würden sich deshalb an diesen Plänen beteiligen.

## Kritik
Mehreren von Hamer gegründeten oder unterstützten Organisationen, darunter dem Mittelstandsinstitut Niedersachsen und der sog. Stimme der Mehrheit, werden rechtsextreme Tendenzen vorgeworfen. Das Mittelstandsinstitut und Hamer selbst in seinen Büchern führen z. B. die Finanzkrise auf angebliche Machenschaften der „Ostküste“ oder der „internationalen Hochfinanz“, der Rockefellers und Rothschilds, zurück. Eine Presseveröffentlichung im Jahr 2008 in dem Niedersächsischen Wirtschaftsjournal, in der Hamer „rechtsextremer Rhetorik“ und einer Nähe zu rechtslastigen Verschwörungstheoretikern bezichtigt wurde, wurde bereits im Jahr 2011 in einer Revisionsverhandlung gerichtlich nicht beanstandet. Michael Fürst, Vorsitzender der Jüdischen Gemeinde Hannover, kommentierte das Ergebnis dieses Prozesses in Richtung Hamer: „Es gibt intellektuelle Brandstifter.“ In dem Artikel aus dem Jahr 2008 war unter anderem kritisiert worden, dass Hamer mit Jan Udo Holey zusammenarbeitete. Hamers Manuskripte seien auch über die „in der rechten Szene einschlägig bekannte Staats- und Wirtschaftspolitische Gesellschaft (SWG) in Hamburg“ verbreitet worden. Hamer publiziert ebenfalls im Kopp-Verlag und veröffentlicht wöchentlich eine Kolumne auf dem rechtsextremen Portal Politically Incorrect (Abkürzung: PI oder PI-News).

## Schriften
- Mittelstand und Sozialpolitik. Roderer, Regensburg 1996.
- Die Chancen des Mittelstands in einer zukünftig globalisierten Welt. In: Lösung. 3/1999.
- mit Eike Hamer: Was passiert, wenn der Crash kommt? Wie sichere ich mein Vermögen oder Unternehmen. Olzog, München 2002. 10. Auflage 2008, ISBN 3-7892-8170-0.
- mit Rainer Gebhardt: Humanwerte der Betriebstypen. Aton, Unna 2005, ISBN 3-9807644-9-4.
- mit Eike Hamer: Der Weltgeldbetrug. Aton, Unna 2005. 2. Auflage 2007, ISBN 3-9809478-1-5.
- als Herausgeber: Visionen 2050. Wohin steuern wir? Trends und Prognosen für Deutschland und Europa. Kopp-Verlag, Rottenburg 2016, ISBN 978-3-86445-332-8.
- mit Eike Hamer: Der große Crash-Ratgeber. Was tun - vor, im und nach dem Crash?. Kopp-Verlag, Rottenburg 2017, ISBN 978-3-86445-421-9.